# Fergie McCormick
William Fergus McCormick (Ashburton, 24 aprile 1939 – Christchurch, 10 aprile 2018) è stato un rugbista a 15 neozelandese.